# Mauritskade (Den Haag)
De Mauritskade is een kade langs de Noord-Singelsgracht  in Den Haag, gelegen aan de rand van het centrum, tegenover de wijk Willemspark.(II). Aan de overkant staan de huizen van de Prinses Mariestraat. 

## Geschiedenis
De gracht werd eind 16e eeuw gegraven zodat kanonnen die gegoten waren bij het Lange Voorhout via het water naar het front konden worden gebracht. De gracht droeg de naam Noord singelsgracht, terwijl de kade als Noordwal werd aangeduid. In 1861 werd de kade vernoemd naar prins Maurits (1843-1850). Toen werd tevens een deel van de Hogewal, die langs de Noord Singelsgracht liep, bij de Mauritskade getrokken.
Die Noordwal was niet meer dan een jaagpad, waar paarden en mensen liepen die schepen voorttrokken. Aan de Noordwal lagen de tuinen van de huizen aan het Lange Voorhout.
In de 17e en 18e eeuw kon de Noordsingels gracht alleen worden overgestoken aan het einde van het Noordeinde, bij de Scheveningseveer en bij de Denneweg. Bij het Noordeinde stonden koetsen op klanten te wachten. Meestal gingen die via de Zeestraat en de Scheveningseweg naar Scheveningen.
Buiten de singels was laag duinlandschap. Hier stonden molens, er waren weilanden en moestuinen, boerderijen en jachtgronden. In 1844 werd verderop naar het Noorden het bolle bruggetje naar de Nassaulaan aangebracht. Dit wordt wel het "bruggetje van Takma" genoemd, naar een van de figuren uit de roman Van oude menschen, de dingen, die voorbij gaan... van Louis Couperus.

## Water
Het Nassauplein werd in 1883 overkluisd maar was voordien ook een aanvoerroute om via de Schelpkade zware materialen naar de singel te brengen.
Door de Zeestraat liep de Haagse Beek, die de singel kruiste en zijn weg vervolgde door het Noordeinde en daarna door de Heulstraat richting Hofvijver ging.
De Noordsingelsgracht loopt door via de Hooigracht naar het Smidswater. Het verlengde aan de zuidkant heet de Hogewal. Daar bevinden zich onder andere de Koninklijke Stallen.

## Bruggen
Er zijn vijf bruggen over de Mauritskade:
- de brug tussen de Zeestraat en het Noordeinde. (Zie Bruggen in Den Haag nr. GW 39.)
- de gietijzeren Zwembadbrug die toegang gaf tot Zwembad de Mauritskade. Het zwembad werd in 2007 afgebroken. (Zie Bruggen in Den Haag nr. GW 40.)
- de Willemsparkbrug tussen de Alexanderstraat en de Parkstraat. (Zie Bruggen in Den Haag nr. GW 41.)
- De Nassaubrug bij de Nassaulaan, gebouwd in 1844. (Zie Bruggen in Den Haag nr. GW 42.)
- de brug tussen de Frederikstraat en de Denneweg. (Zie Bruggen in Den Haag nr. GW 44.)

## Gebouwen
Langs de gracht loopt de Mauritskade. Over de gehele lengte staan huizen waarvan een deel door Cornelis Krulder en zijn zwager Johannes Jacobus Delia werd gebouwd. Tegenover de Nassaubrug was vroeger de toegang tot de Oranjekazerne. Daarnaast was nummer 11 (nu nummer 43), het geboortehuis van Louis Couperus.
Aan de westkant van de gracht staan panden zoals Alexanderstraat 1 en 2, ook door Krulder gebouwd, de Haagsche Schoolvereeniging (HSV) aan de Nassaulaan en de panden aan de Prinses Marielaan, die tuinen hebben tot aan de gracht.
Op nummer 19 op de hoek van de Parkstraat bevindt zich de ambassade van Brazilië, naast het hoofdkantoor van de VVD op nummer 21 dat hier sinds 2014 gevestigd is.
Op de plek van het huidige Caesar Fitness & Spa Resort bevond zich van 1883 tot 2007 het allereerste overdekte zwembad van Nederland en oudste zwembad van Den Haag, Zwembad de Mauritskade.
De Mauritskade telt 22 rijksmonumenten.
Tussen 1906 en 1963 reed tramlijn 5 over de Mauritskade.

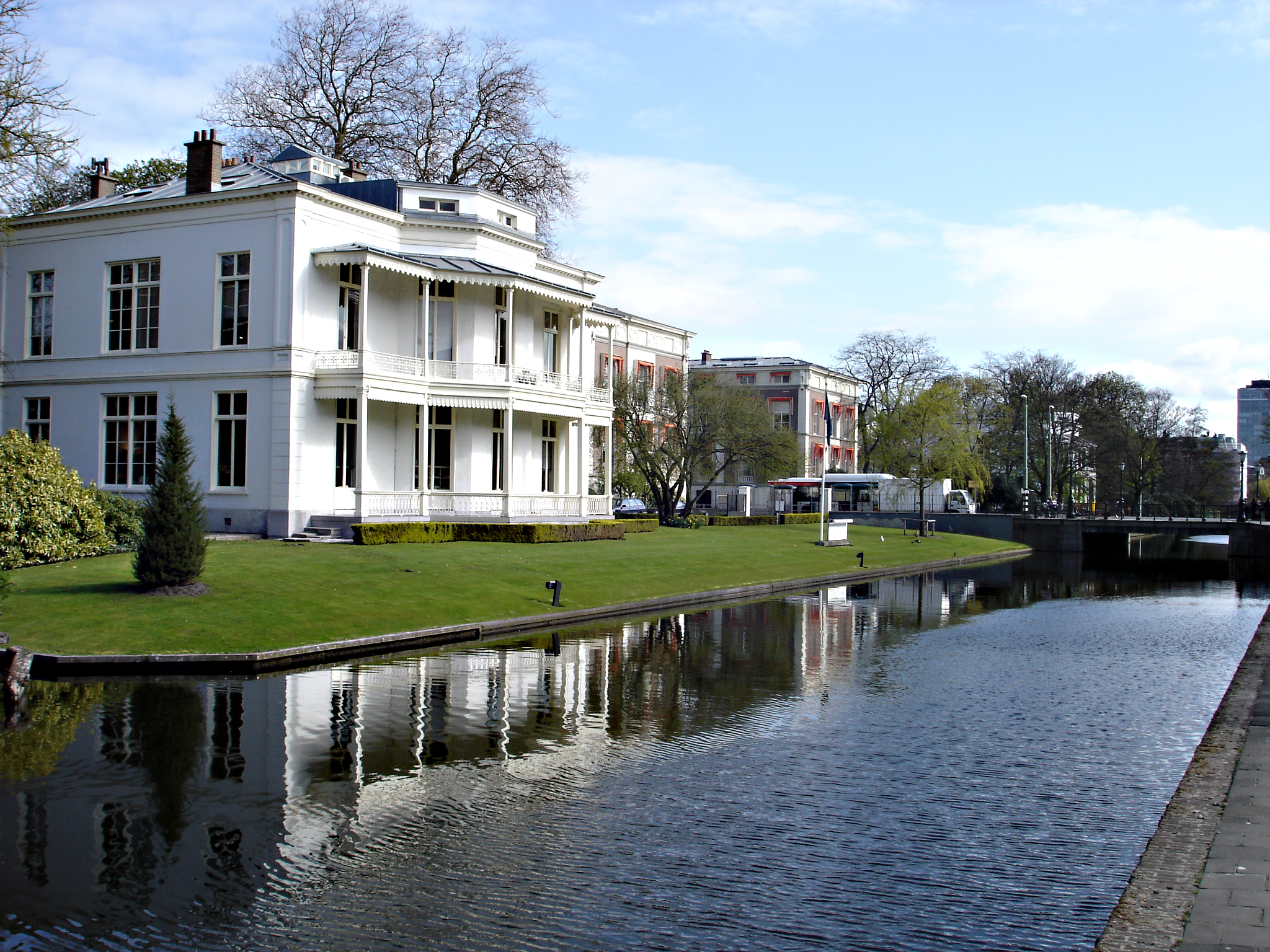
Alexanderstraat 2 vanaf de Scheveningseveer
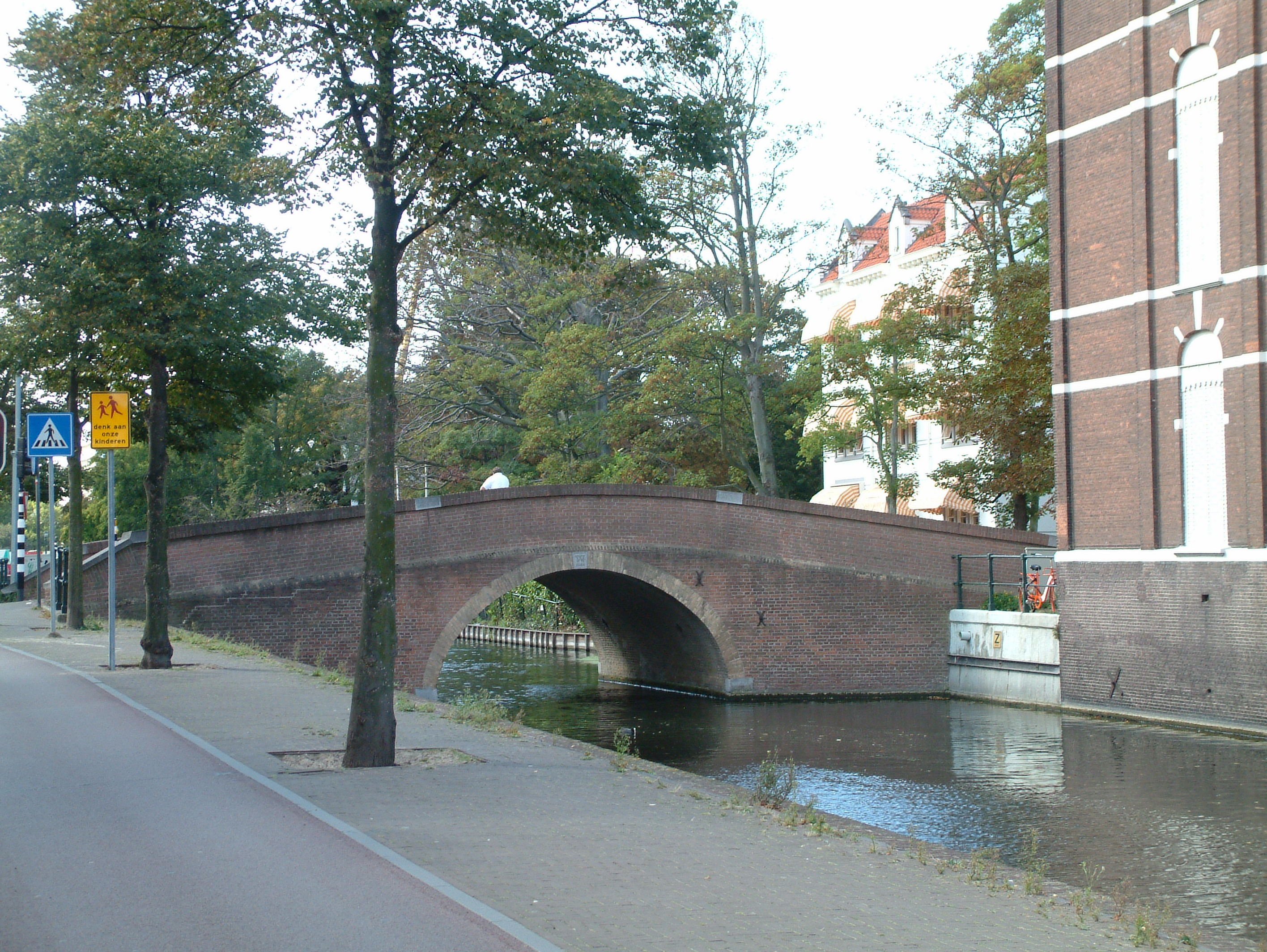
Nassaubrug (1844)
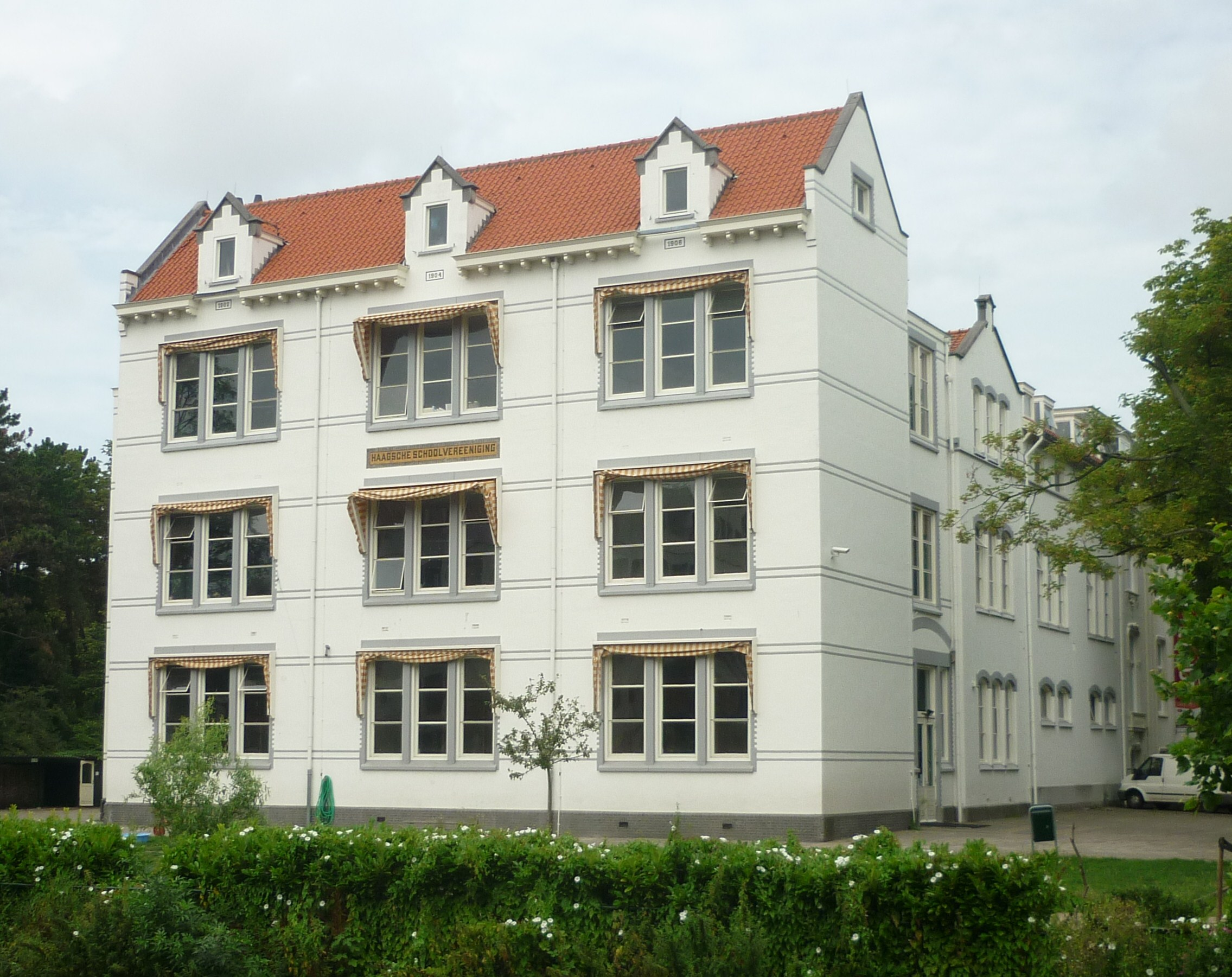
HSV, Nassaulaan 26.